# На крају пута (филм из 1987)
„На крају пута” је југословенски ТВ филм из 1987. године. Режирао га је Георгиј Паро а сценарио су написали Маријан Матковић и Георгиј Паро.

## Улоге
| Глумац              | Улога |
| ------------------- | ----- |
| Вишња Бабић         |       |
| Иво Фици            |       |
| Зијад Грачић        |       |
| Перо Квргић         |       |
| Бранислав Лечић     |       |
| Вили Матула         |       |
| Звонимир Торјанац   |       |
| Вјера Загар Нардели |       |